# Sólo ellas (serie de televisión)
Sólo ellas es una serie de televisión de 60 capítulos que retrata la realidad de las mujeres en la España actual. Cada capítulo está protagonizado por una mujer representativa de un ámbito social y profesional diferente. Está producida por Coeficiente audiovisual y fue estrenada por  Antena.Nova (de Antena 3) en septiembre de 2008.
La serie se adentra en la vida de mujeres directivas, artistas, escritoras, mineras, deportistas, cantantes, moteras, políticas, catedráticas, periodistas, DJ’s y trabajadoras del sexo; mujeres discapacitadas, madres solteras, divorciadas; mujeres urbanas, itinerantes o del mundo rural; mujeres místicas, famosas y anónimas.  
La principal característica de la serie es que las 60 mujeres reflexionan sobre sí mismas delante de un espejo y analizan, cada una desde su perspectiva, distintos aspectos de sus vidas: las dificultades laborales, las relaciones con los hombres, los tópicos femeninos, las amistades, los problemas de pareja, el sexo, sus luchas cotidianas, etc.
Entre las protagonistas de Sólo ellas se encuentran:
- Araceli Segarra
- Irene Villa
- Theresa Zabell
- Ana Pastor
- Carmen Gurruchaga
- Rosa Díez